# New Mexico (film, 1961)
Pour les articles homonymes, voir New Mexico (film).
Pour plus de détails, voir Fiche technique et Distribution.
New Mexico (The Deadly Companions) est un film américain de Sam Peckinpah sorti en 1961.
Cette adaptation cinématographique d'un roman d'A. S. Fleischman est le premier long métrage du réalisateur.

## Synopsis
Lors d'une attaque de banque, un ex-soldat tue le fils d'une jeune femme et offre d'escorter le cercueil de l'enfant malgré les dangers du territoire apache.Ils sont accompagnés par deux hommes dont l'un qui a des vues sur la femme et l'autre qu'il a sauvé d'un lynchage est l'objet d'une vengeance.

## Fiche technique
Sauf indication contraire, les informations mentionnées dans cette section peuvent être confirmées par la base de données cinématographiques IMDb,  présente dans la section « Liens externes ».
- Titre français : New Mexico
- Titre original : The Deadly Companions
- Titre belge : Les Compagnons de la mort
- Réalisation : Sam Peckinpah
- Scénario : A. S. Fleischman, d'après son propre roman The Deadly Companions
- Musique : Marlin Skiles
- Photographie : William H. Clothier
- Montage : Stanley Rabjohn
- Costumes : Frank Beetson Jr. et Sheila O'Brien
- Cascades : Jack N. Young
- Production : Charles B. Fitzsimons pour Carousel Productions
- Pays d’origine : États-Unis
- Budget : 300 000 $[1]
- Format : Couleur (Pathécolor) - son : mono (Westrex Recording System)
- Genre : western
- Durée : 93 minutes
- Date de sortie :
  - États-Unis : 6 juin 1961

## Distribution
- Maureen O'Hara : Kit Tilden
- Brian Keith : Yellowleg
- Steve Cochran : Billy Keplinger
- Chill Wills : Turk
- Strother Martin : Parson
- Will Wright : docteur Acton
- Jim O'Hara : Cal
- Peter O'Crotty : le maire
- Billy Vaughan : Mead Tilden Jr.
- Big John Hamilton (non crédité) : un joueur

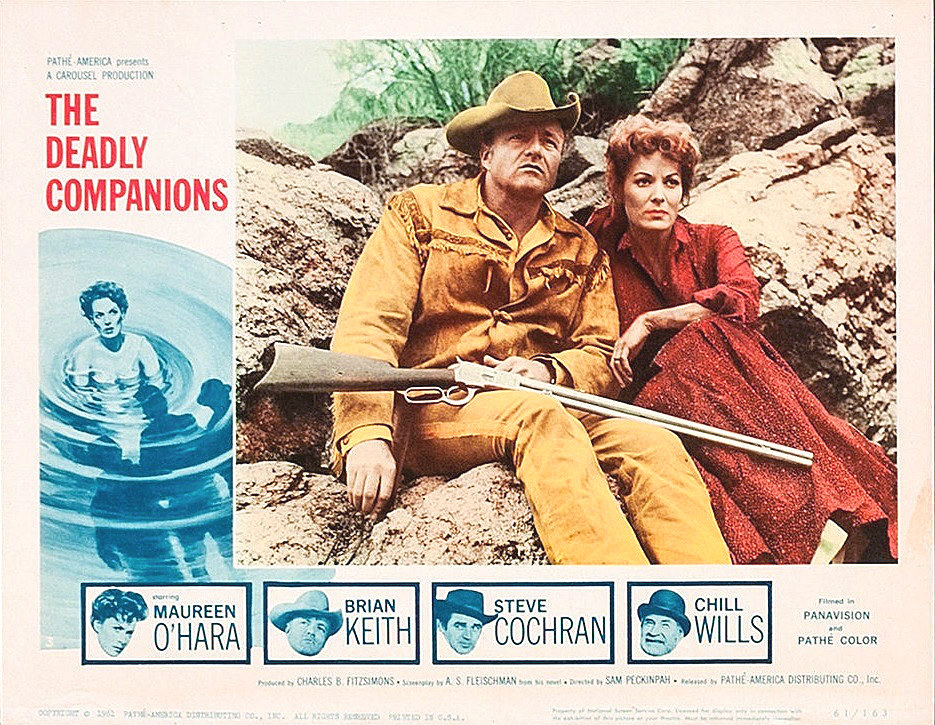
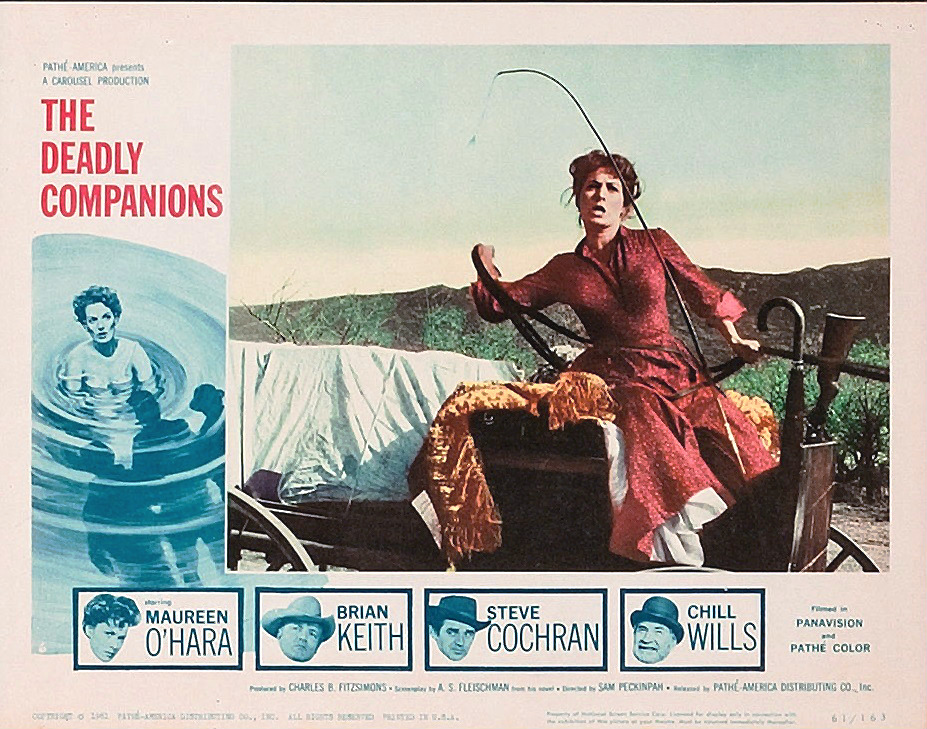
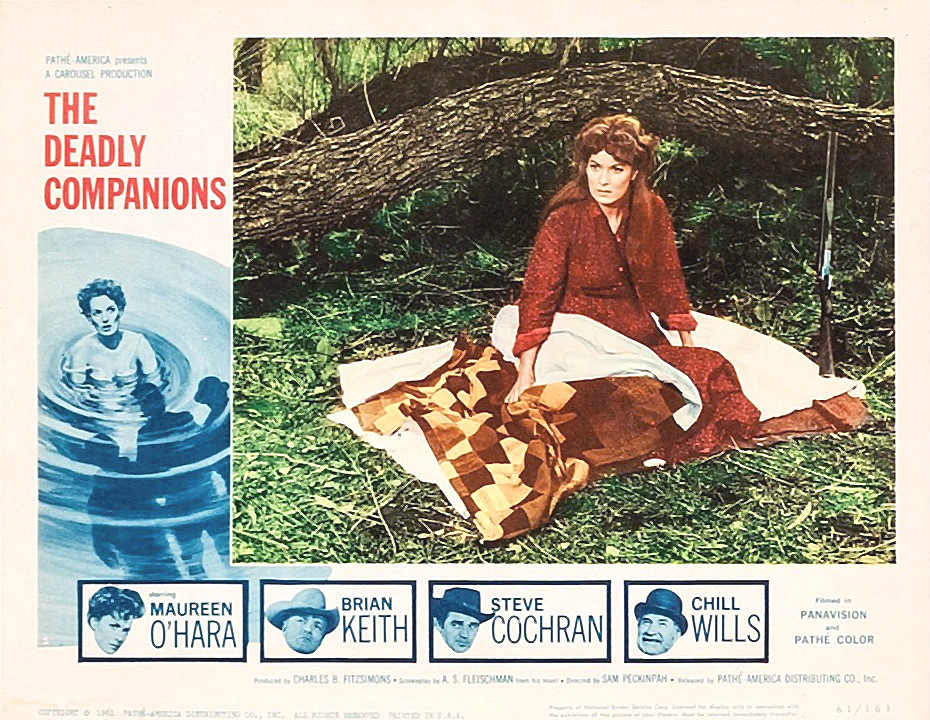
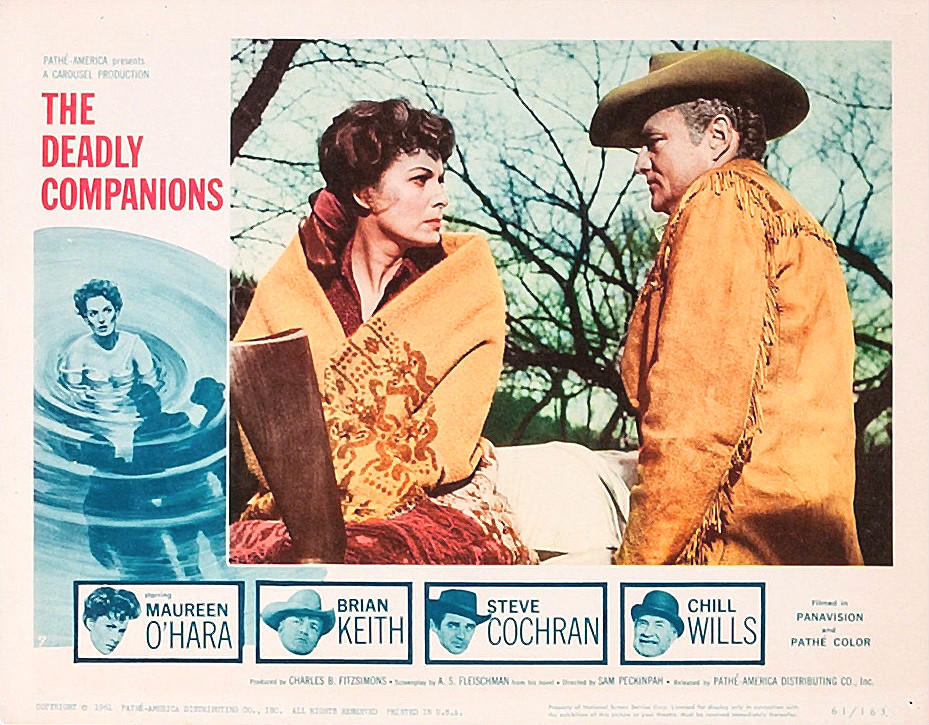

## Production
Après l'annulation de la série télévisée The Westerner (en) en 1960, l'acteur Brian Keith est engagé pour ce film. Il suggère alors Sam Peckinpah, réalisateur et producteur de la série. Ce dernier n'a alors réalisé aucun long métrage. Le film est produit via la société Carrousel Productions, fondée par l'actrice Maureen O'Hara, son frère producteur Charles B. Fitzsimons et le scénariste A. S. Fleischman, qui adapte ici son propre roman, The Deadly Companions. Ils auront beaucoup de mal à trouver un financement. Ce sera avec l'appui de Pathé America.
Le tournage a lieu en Arizona : les Old Tucson Studios, le parc national de Saguaro, le Sonoran Desert National Monument, San Manuel, monts Santa Catalina, Cascabel, monts Rincon, Sierrita Mountains, Sabino Canyon, Redington, monts Tucson ou encore l'Ironwood Forest National Monument.

## Commentaires

Maureen O'Hara et ses frères James O'Hara (à gauche) et Charles Fitzsimons, en 1954

Charles Fitzsimons, le producteur du film, et Jim O'Hara (qui joue le rôle de Cal) sont les frères de l'actrice principale, Maureen O'Hara.
Dans son autobiographie ’Tis Herself (2004), Maureen O'Hara se plaint du comportement de Sam Peckinpah sur le plateau en écrivant notamment « il n'avait aucune idée de comment diriger un film » et le décrit comme « l'une des plus étranges personnes avec lesquelles j'ai travaillé ».
De son côté en 1969 le réalisateur Sam Peckinpah renia en ces termes son premier film : "je n'ai rien pu mettre de personnel dans ce premier film les thèmes (disons rapidement qu'il s'agit d'une histoire de vengeance, tout ce qu'il y a de plus banale), l'intrigue me sont étrangers" . Le film ne sortit en France qu'en 1977 .